# Escuela de Yoga de Buenos Aires
La Escuela de Yoga de Buenos Aires (EYBA) fue una organización activa desde 1983 hasta 2022 con sede en el barrio de Villa Crespo, Ciudad Autónoma de Buenos Aires, que funcionó inicialmente como una institución de formación filosófica y espiritual, pero que tras décadas fue investigada y desmantelada por operar como una organización criminal bajo apariencia de escuela de yoga.

## Historia
La Escuela de Yoga de Buenos Aires fue fundada en 1983 y se presentaba oficialmente como como un centro de estudios de filosofía y práctica New Age centrado en el yoga y el desarrollo personal, atrayendo a profesionales e intelectuales en sus primeros años.
El líder de la organización, Juan Percowicz constituyó una pirámide jerárquica en la que él ocupaba el nivel más elevado (el 7), seguido por “apóstoles”, “genios”, “alumnos” y finalmente los “humanos comunes”.

### Juan Percowicz
Juan Percowicz (Buenos Aires, 1938) fue el fundador y líder de la Escuela de Yoga de Buenos Aires, reconocido dentro de la estructura interna como “el Ángel”, “Maestro” o "Papi" y considerado la máxima autoridad espiritual y administrativa del grupo. Formado como contador público, utilizó sus conocimientos contables y jurídicos para articular una red empresarial e inmobiliaria que le permitió canalizar y blanquear los ingresos obtenidos por la organización. Percowicz ejercía un control carismático sobre los miembros, a quienes presentaba su figura como la de un “ser superior” capaz de guiar el desarrollo espiritual y garantizar la prosperidad personal, lo que le permitió sostener la estructura de la EYBA durante más de cuatro décadas.

### Mecanismos de control y explotación
Durante más de tres décadas, la organización captaba personas en situaciones de vulnerabilidad —menores, adictos o personas con problemas de salud— mediante falsas promesas de sanación, contención y felicidad. La estructura contaba con:
- Curación forzada: administración prolongada de psicofármacos en una clínica clandestina ("curas de sueño") para disciplinar o controlar miembros renuentes.[3][8][7]

- Explotación sexual llamada “geishado”: orden de envíos de alumnas a encuentros sexuales con personas de poder económico o político, produciendo fuertes ingresos para la organización.[5][9]

- Expropiación de bienes y lavado de activos: los seguidores eran despojados de sus propiedades, que eran puestos a nombre de la organización y luego blanqueados mediante inmobiliarias, estudios jurídicos y empresas en Estados Unidos.[3][4][7][8]

- Vídeos documentales y control psicológico: grabaciones de prácticas sexuales y registros administrativos utilizados como instrumentos de coerción.[4][9]

La organización operaba bajo la fachada de la empresa BA Group, reclutando “alumnos” en ciudades de EE.UU. como Nueva York, Las Vegas y Chicago, lo que facilitaba el lavado de dinero y el blanqueo de fondos obtenidos en Argentina. Se calcula que la estructura captaba ingresos multimillonarios, con aportes mensuales que variaban entre USD 200 y USD 10 000, e incluso sumas extraordinarias mediante “sobres” entregados en celebraciones privadas.

## Investigaciones judiciales y desmantelamiento

### Primera causa
Desde la década de 1990 la actividad de de la EYBA fue objeto de controversia. En 1993 los padres Elena y Rodolfo Sommariva denunciaron la desaparición de su hija Valeria, quien había sido captada por la organización, lo que motivó una investigación judicial bajo la hipótesis de que el grupo actuaba como una organización coercitiva encubierta.
El entonces juez Mariano Bergés investigó a Juan Percowicz por presunta captación con fines de explotación sexual y servidumbre y concluyó que la Escuela de Yoga de Buenos Aires funcionaba como una fachada para acciones delictivas, en la que los miembros debían entregar sus bienes al colectivo bajo un esquema de obediencia piramidal hacia Percowicz. No obstante, la causa afrontó presiones políticas —Bergés declaró haber recibido amenazas y pedidos de recusación— y finalmente fue desestimada: aunque los imputados fueron procesados inicialmente, terminaron sobreseídos y la investigación se cerró sin condenas.

### Segunda causa
Tras décadas sin avances públicos, la causa se reactivó en 2021. Ese año Pablo Salum, un exintegrante de la EYBA, presentó una denuncia ante el Juzgado Federal N° 4 y la Procuraduría de Trata y Explotación de Personas (PROTEX), describiendo a la Escuela como una organización coercitiva dedicada a la trata de personas, el lavado de activos y la asociación ilícita.
En agosto de 2022, la organización fue desarticulada tras alrededor de 50 allanamientos simultáneos en Buenos Aires (principalmente en Villa Crespo y Almagro) y en otros domicilios vinculados a la organización, bajo orden del juez federal Ariel Lijo. En esos operativos la Policía Federal secuestró más de 1,1 millones de dólares, 36 inmuebles y 13 vehículos, además de numerosa documentación, dinero en diversas monedas extranjeras, expedientes médicos, anotaciones privadas y videos de actividades internas del grupo. Se detuvo a 19 personas, incluyendo a Percowicz, y se secuestraron joyas, tres kilos de oro y material pornográfico.
En conclusiones judiciales, el juez Lijo los procesó por delitos de asociación ilícita, trata de personas con fines de explotación sexual y lavado de activos. Según la investigación fiscal, la organización operó al menos desde 2004 hasta los allanamientos de 2022, con un patrimonio cercano a USD 50 millones con cuentas radicadas en Estados Unidos.
La Cámara Federal confirmó en abril de 2025 el procesamiento de 17 personas y revocó el sobreseimiento de un médico involucrado en las curas de sueño. El caso fue elevado a juicio oral por orden del mismo juzgado.

## Repercusiones
El caso se conoció mediáticamente como “La secta del horror”, “Secta de Villa Crespo” o "Secta porno". Se estima que más de 179 personas fueron captadas dentro de sus sedes y sedes vinculadas.